# 孫孟
孫孟（1504年—？），字端甫，號環山，直隸滁州人，官籍，明朝政治人物。

## 生平
嘉靖十年（1531年）辛卯科應天府鄉試第一百三十三名舉人。嘉靖十七年（1538年）中式戊戌科進士。授都察院都事，嘉靖二十九年（1550年）任浙江杭州府知府。

## 家族
曾祖孫和；祖父孫允恭，府教授；父孫序，號雙泉，推官 封禮部主事 贈知府、參政。前母李氏（贈恭人）；母黎氏（封太恭人）。慈侍下。兄孫瑛（指挥佥事）、孫孝（典膳）、孫孳（義官）、孫存（按察司副使）、孫季。弟孫厚、孫孚。